# Agron Memedi
Agron Memedi (ur. 5 listopada 1980 w Tetowie) – macedoński piłkarz grający na pozycji obrońcy. Od 2011 roku jest zawodnikiem macedońskiego klubu Metałurg Skopje. W reprezentacji Macedonii zadebiutował w 2010 roku. Do tej pory rozegrał w niej jedno spotkanie (stan na 28.07.2012).